# ۷۰۲ (پیش از میلاد)
۷۰۲ (پیش از میلاد) ۷۰۲مین سال قبل از تقویم میلادی است.